# Haus Busch (Hagen)

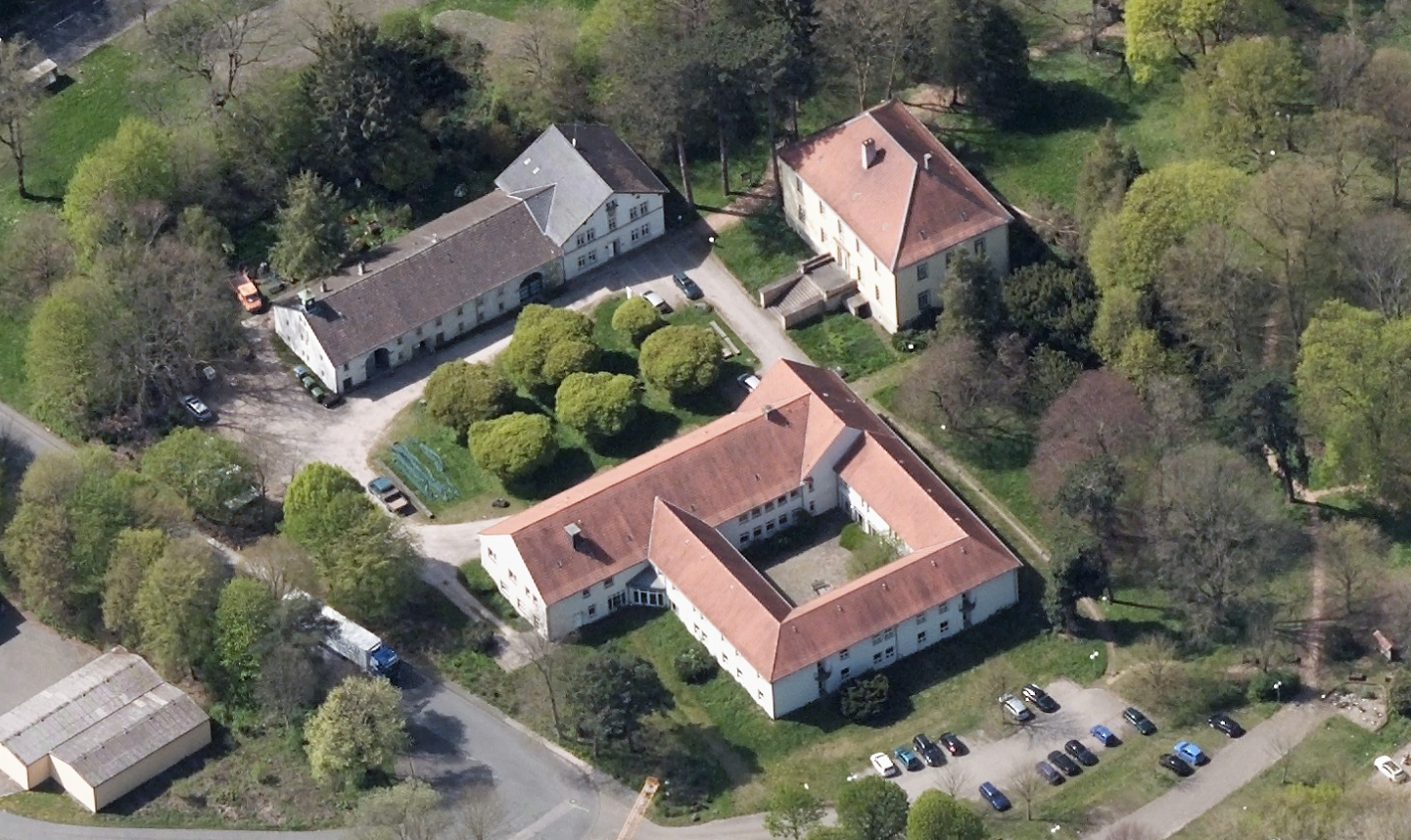
Luftbild von Haus Busch, 2020

Haus Busch ist ein altes Herrenhaus der Adelsfamilie von Syberg zum Busch in Hagen-Helfe, das seit 1974 der Gesellschaft für publizistische Bildungsarbeit als Sitz und als so genanntes Journalisten-Zentrum des von der Gesellschaft getragenen Deutschen Instituts für publizistische Bildungsarbeit, kurz Haus Busch, diente. Im November 2019 wurde Insolvenzantrag gestellt. Das Haus wurde zum Jahresende 2019 geschlossen.

## Geschichte

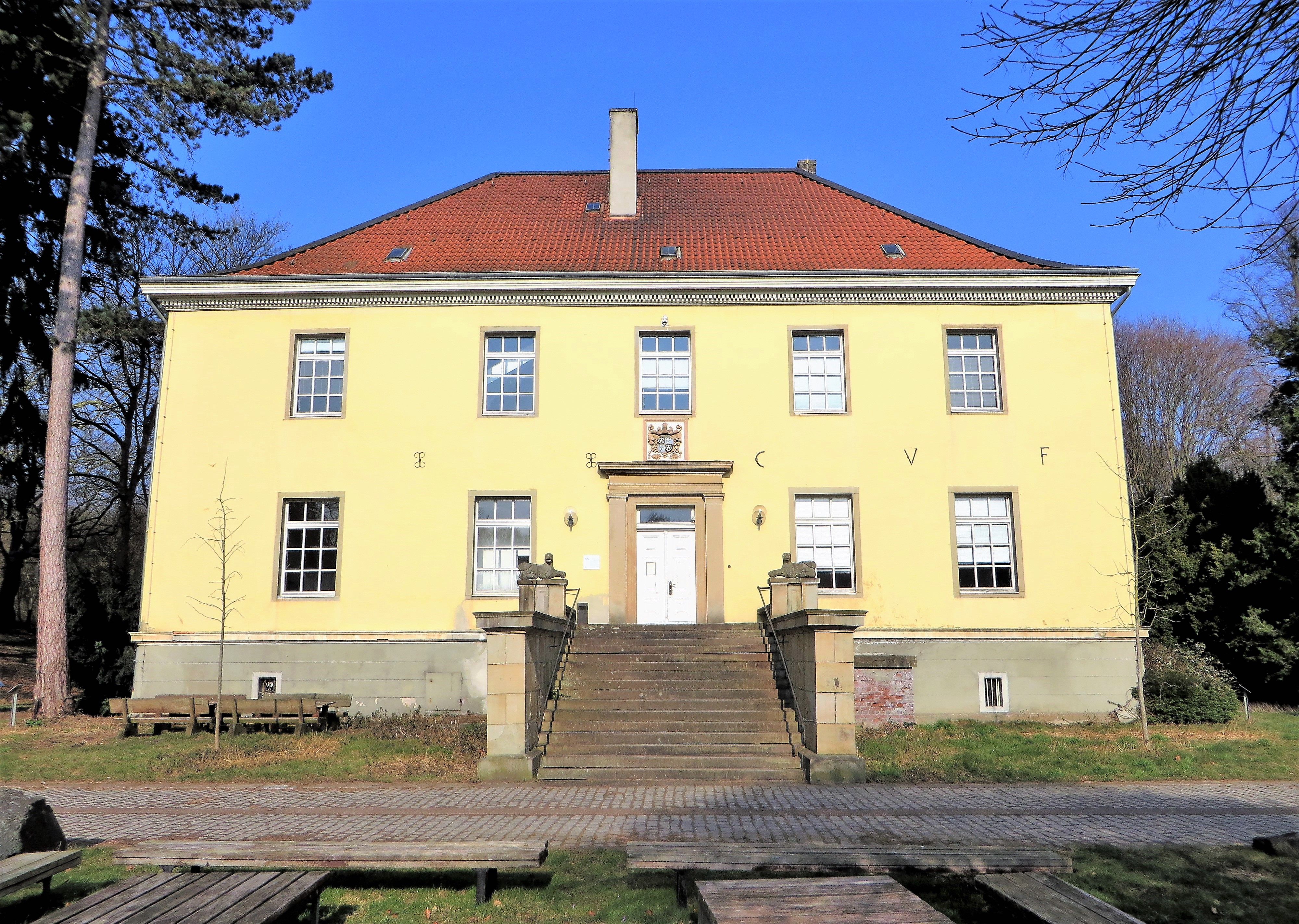
Blick auf das Herrenhaus

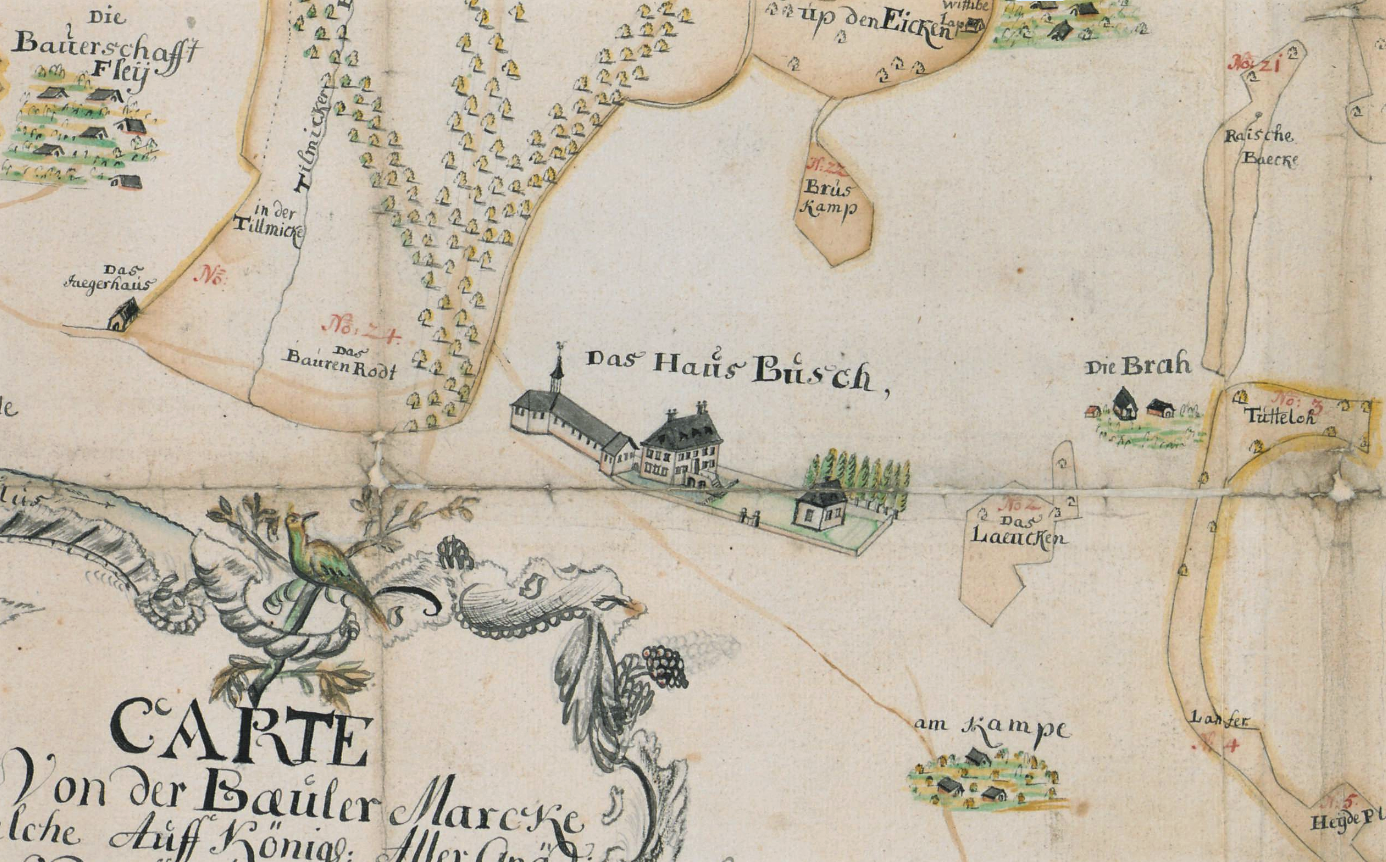
Haus Busch auf Karte von 1770

Der ursprüngliche Stammsitz der Herren von Syberg, als Dienstleute der Kölner Erzbischöfe, lag wahrscheinlich auf der spätestens gegen Mitte des 12. Jahrhunderts erbauten Höhenburg Siburg (Hohensyburg). Sie wurde jedoch 1287/88 durch Graf Eberhard II. von der Mark erobert und die von Syberg traten als Ministeriale zu den Grafen von der Mark über. Spätestens um 1350 hat sich dann ein Zweig der Familie auf Haus Busch an der Lenne und in Blickweite der Hohensyburg angesiedelt, um 18 Jahre später von Dietrich IV. von Volmerstein größeren Grundbesitz und Nutzungsrechte im Raum Hagen zu erwerben. Als erster dieses Geschlechts wurde zwischen 1359 und 1377 der Ritter Hermann von Syberg zum Busche urkundlich erwähnt, als er 1359 den Zehnt zu Fley kauft und 1371 den Everdes Hof in Boele. In einer Urkunde von 1369 wird er als „Hermann van Siborch, dey tom Bussche wonet“ bezeichnet. Hermann war damals märkischer Gograf zu Unna, ab 1375 Amtmann der ehemaligen kölnischen Oberhöfe Schwelm und Hagen, mit Amtssitz in Hagen auf „Burg Klippe“ an der Volme, und bis zu seinem Tod auch Oberrichter zu Iserlohn.
Die Herren von Syberg zum Busch zählten zum Dienstadel und zu wichtigen Amtsträgern des Grafenhauses Mark bzw. der Herzöge von Kleve-Mark. Sie gehörten zu den begütertsten Adelsfamilien im Raum Hagen mit umfangreichem Landbesitz, größtenteils in den Gemeinden Boele, Fley, Garenfeld, Helfe und Herbeck. Haus Busch hatte Obereigentumsrechte an 8 Bauernhöfen und 2 Kotten in Boele und Bathey. Außerdem gehörte ihnen eine Kornmühle, zu der die Bauerschaften Boele, Fley und Halden zwangsmahlpflichtig waren sowie umfangreiche Jagd- und Fischereirechte. Sie betrieben zudem die Lennefähre „Am Cabel“ und für die später errichtete Lennebrücke musste ihnen bis in das 19. Jahrhundert Brückenzoll bezahlt werden. Im Jahr 1511 wurden die von Syberg mit Haus Hagen belehnt und sie erwarben im Laufe der Zeit auch die Herrschaft über den Adelshof Haase zu Boele, sowie dem Freigut zu Dorboile (Helfe). Bei der Aufteilung der Boeler Mark (1770) und Howalder Mark (1771) erhielt Haus Busch als Haupterbe den weitaus größten Anteil des Markenbesitzes.
Der Adelssitz der Herren von Syberg zum Busch nahe der Lenne war ursprünglich ein steinerner Wohnturm mit angeschlossenem Versorgungshof. Das heute noch vorhandene Herrenhaus mit dem eindrucksvollen Kellergewölbe wurde um 1700 von Johann Gisbert von Syberg unter Erweiterung des mittelalterlichen Wohnturms errichtet. Nach einem Plan von 1772 war das Herrenhaus – ebenso wie die später entstandene Vorburg – in jener Zeit von einer Gräfte umgeben, die vorne vom Portal aus und auf der Rückseite zum Garten hin jeweils über eine Steinbrücke erreicht wurden. Im 18./19. Jahrhundert erfolgten weitere Um- und Ausbauten. Um 1850 wurde hinter dem Herrenhaus ein Park im Stil eines englischen Landschaftsgartens angelegt. Im Zuge von Umbauarbeiten wurde in den 1930er Jahren im Keller des Herrenhauses ein aus Bronze gegossenes Rohr einer Hakenbüchse aus dem 15./16. Jahrhundert entdeckt, vermutlich im früheren Wohnturm als Verteidigungswaffe benutzt.
Im nahegelegenen Damenstift Elsey (Grafschaft Limburg) war Ida von Syberg zum Busch Priorin (erw. 1521 und 1545) und später Helena von Syberg zum Busch Äbtissin (erw. 1641 und 1682, † 1684).
Johann Gisbert von Syberg zum Busch (1678–1753) war königlich preußischer Geheimer Rat und Justizpräsident von Kleve und Mark. Er wurde als erster der Familie zum Freiherrn ernannt. Sein Enkelsohn Friedrich Freiherr von Syberg zum Busch (1761–1827) heiratete 1786 auf Haus Busch Luise von Bodelschwingh zu Velmede (1755–1818). Nach dem frühen Tod ihres Sohnes erbte Tochter Eleonore (1788–1826) Haus Busch. Eleonore heiratete am 19. Mai 1810 Ludwig Freiherr von Vincke (1774–1844), den späteren ersten Oberpräsidenten der neu gegründeten Provinz Westfalen. Das Ehepaar bekam sechs lebende Kinder und wohnte auf Haus Busch, Gut Ickern und im Schloss Münster, dem Amtssitz Ludwigs von Vincke. Nach dem Tod Eleonores Vater im Jahr 1827 kam Haus Busch an die Adelsfamilie von Vincke, von der es teils selbst bewirtschaftet, teils verpachtet wurde. Haus Busch war Geburts- und Elternhaus des ältesten Sohnes, des bekannten Politikers Georg Freiherr von Vincke (1811–1875). Landrat des Kreises Hagen von 1837 bis 1848. Berühmt durch sein Duell 1852 mit Otto von Bismarck. Der zweitälteste Sohn Gisbert Freiherr von Vincke (1813–1892) wurde als Dichter und Schriftsteller bekannt. Nach ihrem Ableben fanden Ludwig und Georg von Vincke sowie weitere Familienmitglieder im nahe gelegenen Buschbachwald, in einem heute denkmalgeschützten Erbbegräbnis von Haus Busch, ihre letzte Ruhe.
Haus Busch war ein beliebter Treffpunkt namhafter preußischer Staatsmänner, so des Reichsfreiherrn vom Stein, der in Wetter als preußischer Oberbergrat tätig war, oder des Freiherrn Friedrich von Hövel aus dem benachbarten Haus Herbeck. Im Jahr 1808 hatte Ludwig von Vincke auf Haus Busch eine geheime Besprechung mit dem Freikorpsführer Adolf von Lützow wegen der Vorbereitung der Erhebung gegen Napoleon.

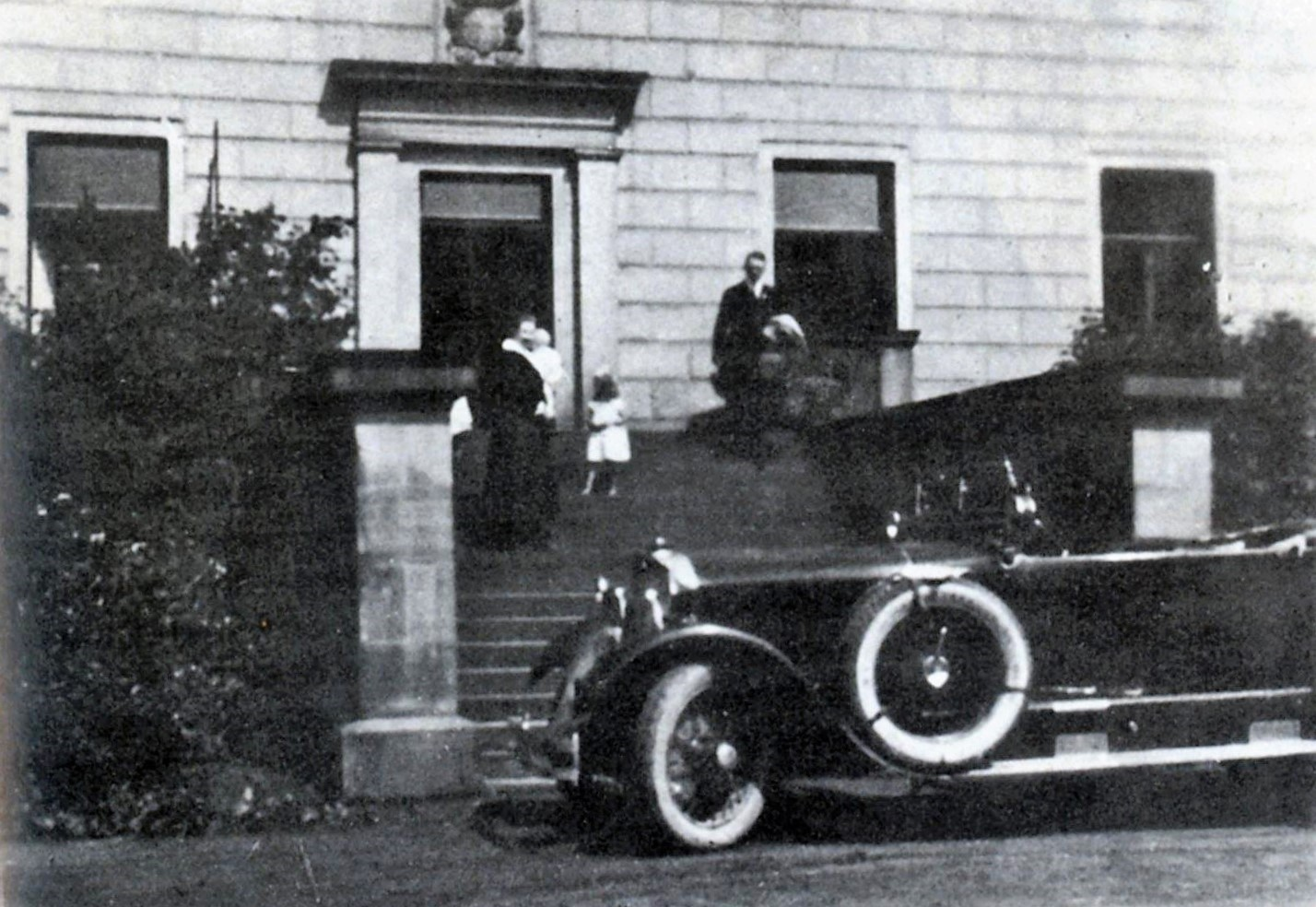
Hitler zu Besuch auf Haus Busch

Ab 1919 war auf dem Adelssitz der Hauptmann a. D. und Freikorpsführer Franz Pfeffer von Salomon (1888–1968) Gutspächter. Haus Busch entwickelte sich mit ihm in der Aufbauphase der nationalsozialistischen Partei zu einem Anlaufpunkt für das damalige NS-Führerkorps. Als Gauleiter, im Zuge der Vereinigung der beiden Gaue Rheinland und Westfalen zum sogenannten „Großgau Ruhr“ fanden 1926 hier mehrere Besprechungen und Führertagungen statt. Hier waren unter anderem Joseph Goebbels, der spätere Hamburger Gauleiter Karl Kaufmann aber auch Gregor Strasser, der damalige Reichsorganisationsleiter und faktisch zweite Mann der Partei, anwesend. Auch Rudolf Heß, einer der wenigen wirklichen Vertrauten Pfeffers in der NSDAP, war später auf Haus Busch zu Gast.
Im November 1928 erwarb die Stadt Hagen den alten Adelssitz, verpachtete die Ländereien zur landwirtschaftlichen Nutzung, während die Gutsgebäude seit 1933 als Arbeitslager zunächst dem „Stahlhelm-Arbeitsdienst“, danach als Lager des „Reichsarbeitsdienstes für die weibliche Jugend“, diente. Von 1936 bis 1943 plante die Stadt Hagen im Herrenhaus eine Gedenkstätte für den früheren westfälischen Oberpräsidenten Ludwig von Vincke sowie – in Erinnerung an seinen einwöchigen Besuch im Juni 1926 – für Adolf Hitler  einzurichten, zu deren Verwirklichung es dann aber nicht kam.
Nach dem Zweiten Weltkrieg richtete für mehrere Jahre das Hagener Marienhospital ein Altersheim im Herrenhaus von Haus Busch ein, während Teile der Wirtschaftsgebäude an die Märkische Bullenhaltungsgenossenschaft verpachtet waren.
In dem 1868 erbauten ehemaligen westlichen Wirtschaftsgebäude befindet sich heute die Biologische Station des Umweltzentrums Hagen und ein Atelier des Hagener Malers Uwe Nickel.
Im ehemaligen Herrenhaus befindet sich heute eine Außen-/Belehrungsstelle des Fachbereichs Gesundheit und Verbraucherschutz der Stadt Hagen.
Nach Haus Busch sind in Helfe die Buschstraße und der Buschbach, und in Halden/Kabel die Buschmühlenstraße benannt. Auf Garenfelder Gebiet befindet sich an einem Lennearm die Buschmühle.

### Deutsches Institut für publizistische Bildungsarbeit

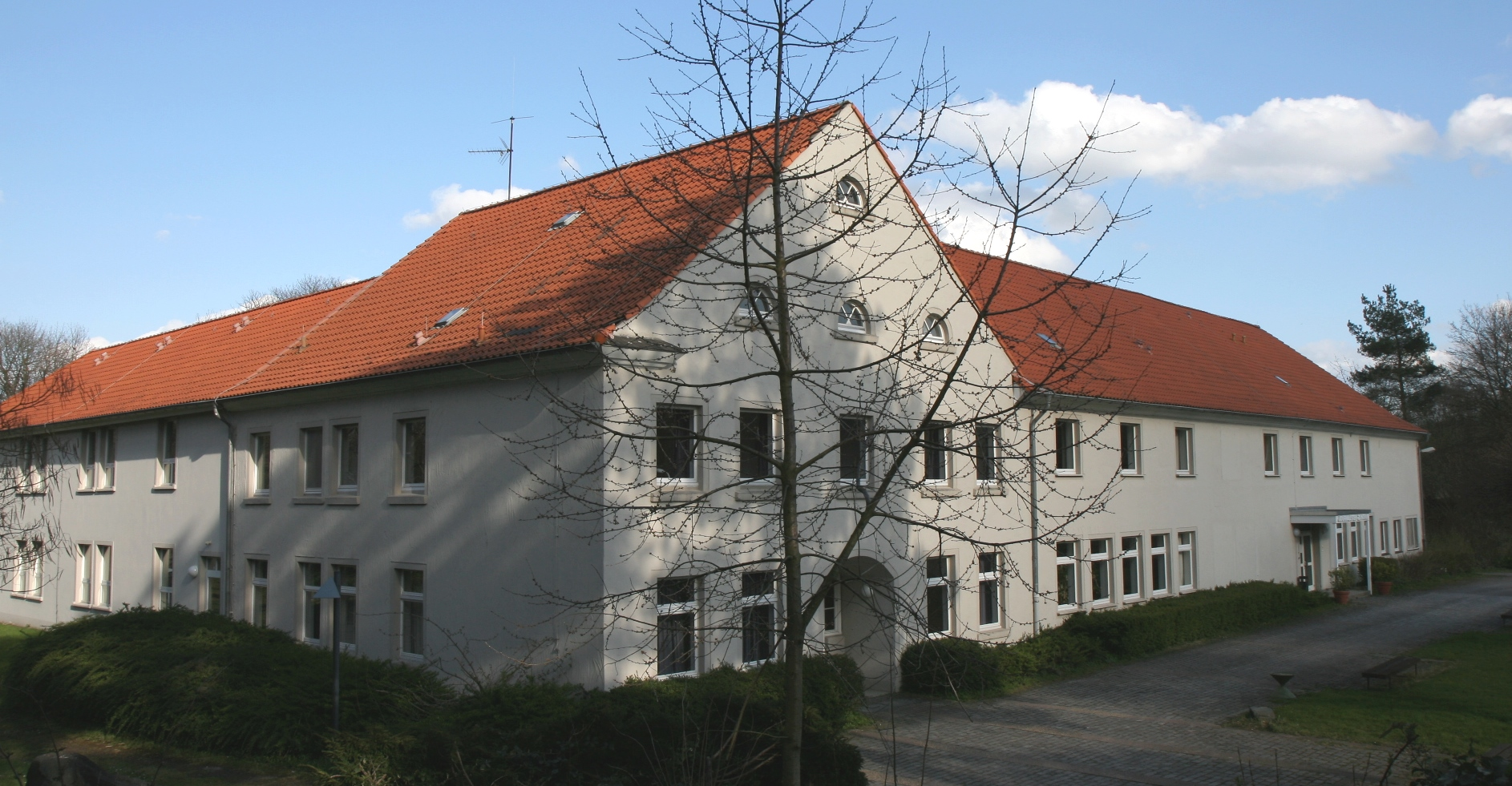
Journalistenzentrum, 2008

Die Gesellschaft für publizistische Bildungsarbeit wurde 1960 in Düsseldorf, vorrangig von Emil Dovifat und Karl Bringmann gegründet, die in den 1950er Jahren dort den ersten Zeitungsfachlichen Fortbildungskurs als Vorläufer der heute üblichen Volontärseminare eröffnet hatten. 1974 zog das zwischenzeitlich gegründete Deutsche Institut für publizistische Bildungsarbeit ins Hagener Haus Busch um. In dem Institut wurden Journalisten in Kurzzeitkursen aus- und weitergebildet.
Im Altbau befanden sich die Institutsverwaltung mit Büros, kleinere Seminarräume und eine Präsenzbibliothek. Das Kellergewölbe wurde als Kneipe Buschkeller genutzt. In modernisierten und erweiterten Nebengebäuden befanden sich Hörsäle und die Kantine sowie der zum Journalisten-Zentrum gehörende Hotelbetrieb.
Haus Busch war außerdem Sitz der vom ehemaligen Handelsblatt-Herausgeber Friedrich Vogel gegründeten Vogel-Stiftung sowie der deutschsprachigen Sektion der Society for News Design (SND).
Im Juni 2005 wurde bekannt, dass Haus Busch nach Kürzung der Zuschüsse vom Land NRW und nach angekündigtem Austritt der Verlegerverbände (Bundesverband Deutscher Zeitungsverleger BDZV und Zeitungsverlegerverband NRW) aus der Trägergesellschaft unmittelbar vor der Insolvenz steht, die im Juli auch angemeldet wurde. Vor allem der drastische Rückgang der Teilnehmerzahlen für die angebotene einjährige Ausbildung zum Pressestellenjournalisten oder Multimedia-NewsDesigner, die pro Person rund 9.000 Euro kostet, wurde als ursächlich für die Finanzschwierigkeiten benannt. Grund für den Rückgang war die wegen Hartz IV wegfallende staatliche Förderung, insbesondere der Übernahme der Wohnkosten in Haus Busch.
Das Journalistenzentrum hat am 15. November 2019 angekündigt, den Betrieb zum 31. Dezember einzustellen. Laut Pressemitteilung laufe zum einen die Nutzungsvereinbarung mit der Stadt Hagen aus, zum anderen stelle der Trägerverein seinen Betrieb ein. Hintergrund sei laut Pressemitteilung eine hohe Rückforderung von Fördermitteln des Landes Nordrhein-Westfalen aus den Jahren 2010–2017, die der Verein in dieser Höhe nicht leisten könne.
Zum 1. Januar 2020 hat das neu gegründete Journalistenzentrum Herne im Shamrockpark Herne als faktischer Nachfolger seinen Geschäftsbetrieb aufgenommen.
Der lange Zeit leerstehende Gebäudekomplex des ehemaligen Hagener Journalistenzentrums wird seit Oktober 2023 von der Stadt Hagen als Wohnraum zur Unterbringung von Geflüchteten genutzt.